# Pseudosparna swifti
Pseudosparna swifti es una especie de escarabajo longicornio del género Pseudosparna, categorizada en la tribu Acanthocinini, de la subfamilia Lamiinae. Fue descrita por Santos-Silva & Monné en 2023.
Mide 6,3-8 mm de longitud. Se distribuye por América Central: Costa Rica.